# Beltain Schmid
Beltain Schmid (30 de septiembre de 1994) es un deportista italiano que compitió en ciclismo de montaña en la disciplina de campo a través. Ganó una medalla de oro en el Campeonato Mundial de Ciclismo de Montaña de 2012, en la prueba por relevos.

## Palmarés internacional
| Campeonato Mundial | Campeonato Mundial           | Campeonato Mundial | Campeonato Mundial         |
| Año                | Lugar                        | Medalla            | Competición                |
| ------------------ | ---------------------------- | ------------------ | -------------------------- |
| 2012               | Leogang/Saalfelden (Austria) | Medalla de oro     | Campo a través por relevos |